# Britt van der Baan
Britt van der Baan (Ouderkerk aan den Amstel, 24 augustus 2001) is een Nederlandse handbalster die uitkomt  in de Duitse 2e Handbal-Bundesliga voor Frisch auf Göppingen. Ze speelde eerder voor en VOC en TuS Metzingen